# 5352 Fujita
5352 Fujita è un asteroide della fascia principale. Scoperto nel 1989, presenta un'orbita caratterizzata da un semiasse maggiore pari a 2,3886765 au e da un'eccentricità di 0,1612314, inclinata di 4,27751° rispetto all'eclittica.
L'asteroide è dedicato all'astronomo giapponese Yoshio Fujita.